# HMS Godetia (K226)
Pour les autres navires du même nom, voir HMS Godetia.
Le HMS Godetia (K226) est une corvette de classe Flower construite par la Royal Navy durant la Seconde Guerre mondiale.

## Histoire
Le HMS Godetia (II) a servi, durant la seconde guerre mondiale dans le cadre de la RNSB (Royal Navy Section Belge à partir du 12 février 1942.

Après la libération de la Belgique le navire est restitué à la Royal Navy le 16 décembre 1944 pour servir d'escorteur.

Il est sorti des listes en octobre 1945. Il est vendu le 22 mai 1947 pour être détruit.

## Mission
La classe est conçue à partir des plans d'un baleinier. Conçus pour escorter des convois près des côtes, les navires de la classe Flower sont finalement employés à l'escorte  des  convois traversant l'Atlantique. Leur petite taille et leur médiocre habitabilité sont leurs plus gros handicap, les rendant intenables et difficiles à vivre pour l'équipage par gros temps dans le froid de l'Atlantique nord. 

De 1942 à 1945 le HMS Godetia a escorté 70 convois en Atlantique et en Méditerranée.

Le HMS Godetia a participé à l'Opération Overlord durant la Bataille de Normandie entre juin et août 1944.

## Note et référence
- (en) Cet article est partiellement ou en totalité issu de l’article de Wikipédia en anglais intitulé « HMS Godetia (K226) » (voir la liste des auteurs).

1. ↑  Malbosc 2011, p. 40.